# Cattedrale di Santa Teresa d'Avila (Požega)
La cattedrale di Santa Teresa d'Avila (in croato: Katedrala svete Terezije Avilske) si trova a Požega, Croazia, nella barocca Piazza di Santa Teresa, ed è dal 1997 la cattedrale della diocesi di Požega.

## Storia
La costruzione della chiesa ha avuto inizio il 28 giugno 1756, dopo che l'Imperatrice Maria Teresa d'Austria ebbe dato l'approvato alla costruzione l'11 luglio 1754. I costruttori della chiesa furono molto probabile Josef Hoffer e Johann Fuchs, originari di Maribor. Dopo sette anni di lavori, il vescovo Francesco Thauszy dedicò la chiesa il 24 luglio del 1763 a Santa Teresa d'Avila, in onore dell'imperatrice. Il campanile originale fu distrutto da una tempesta nel 1926 e venne sostituito con il nuovo, alto 63 metri.
L'interno è realizzato in stile barocco e rococò. Al centro spicca l'altare di Santa Teresa, dono del vescovo Thauszy. I dipinti presenti nella cattedrale sono opera dei pittori croati Celestin Medović e Otto Iveković e sono stati realizzati tra il 1898 ed il 1899.
Il 5 luglio 1997 con la bolla Praeclarum evangelizationis di papa Giovanni Paolo II venne eretta la diocesi di Požega ricavandone il territorio dall'arcidiocesi di Zagabria, contestualmente la chiesa di Santa Teresa venne elevata a cattedrale della nuova diocesi.